# Waldemar Klingelhöfer
Waldemar Klingelhöfer (ur. 4 kwietnia 1900 w Moskwie, zm. 18 stycznia 1977) – zbrodniarz hitlerowski, członek SD, dowódca Sonderkommando 7b.
W 1920 roku wstąpił do Freikorpsu, a następnie do Freikorpsu Rossbacha. W 1939 roku wstąpił do SD i SS. Od czerwca 1941 stał na czele Sonderkommando 7b, działającego w ramach Einsatzgruppe B, a od lipca na czele Vorkommando Moskau. Pod koniec wojny awansował do stopnia SS-Sturmbannführera.
Po wojnie aresztowany i sądzony w Procesie Einsatzgruppen. Skazany został na karę śmierci przez powieszenie. Kara ta następnie zamieniona mu została na dożywocie.